# Saurita tipulina
Saurita tipulina är en fjärilsart som beskrevs av Jacob Hübner 1827. Saurita tipulina ingår i släktet Saurita och familjen björnspinnare. Inga underarter finns listade.